# Fissidens obsoleto-marginatus
Fissidens obsoleto-marginatus là một loài Rêu trong họ Fissidentaceae. Loài này được Müll. Hal. mô tả khoa học đầu tiên năm 1896.